# HD 118522
HD 118522，又名CP-70 1653，SAO 257074、HR 5125，是一颗恒星，视星等为6.59，位于銀經306.94，銀緯-8.3，其B1900.0坐标为赤經13h 32m 19.6s，赤緯-70° -8.3′ 44″。